# Торпекс
Торпекс (англ. Torpex) — бризантна вибухова речовина, на 50%, потужніша ніж тринітротолуол (тротил), що складається з 42% тротилу, 40% гексогену і 18% алюмінієвої пудри. Є різновидом вибухових сумішей ТГА. Торпекс використовували в другій світовій війні, з починаючи 1942 р. Свою назву «торпекс» отримав від англійського скорочення «torpedo explosive» — «торпедна вибухівка» — оскільки спочатку застосовувався в торпедах. Він виявився досить ефективним при спорядженні саме підводних боєприпасів, завдяки алюмінієвій пудрі, яка входить до складу, збільшується тривалість вибухового імпульсу і це сприяє завданню більшого ушкодження. Торпекс застосовували тільки в особливих випадках, як, наприклад, в торпедах, обертових бомбах, сейсмічних бомбах «Tallboy»і «Grand Slam». Нині торпекс повсюдно витиснений пластичними вибуховими речовинами і складом «H-6».

## Аналоги
ВР на основі тротилу (толу), гексогену і алюмінію використовували й інші учасники Другої світової війни. Так, Крігсмаріне використовувало для тих самих цілей кілька модифікацій так званого «триалену» (не менше половини толу з добавкою 10-25 % гексогену і 10-40 % алюмінієвої пудри). В СРСР для РККФ була створена вибухівка ТГА-16 (за першими літерами складових і відсотку алюмінію) з 60 % толу, 24 % гексогену, 13 % і алюмінієвого порошку 3 % алюмінієвої пудри.